# L'Aquila Rugby 2011-2012
Nella stagione 2011-2012 L'Aquila Rugby ha disputato il campionato di Eccellenza classificandosi all'ottavo posto. Ha disputato inoltre il Trofeo Eccellenza (la vecchia Coppa Italia) mancando l'accesso alla finale in virtù del terzo posto ottenuto nel girone di qualificazione.

## Rosa

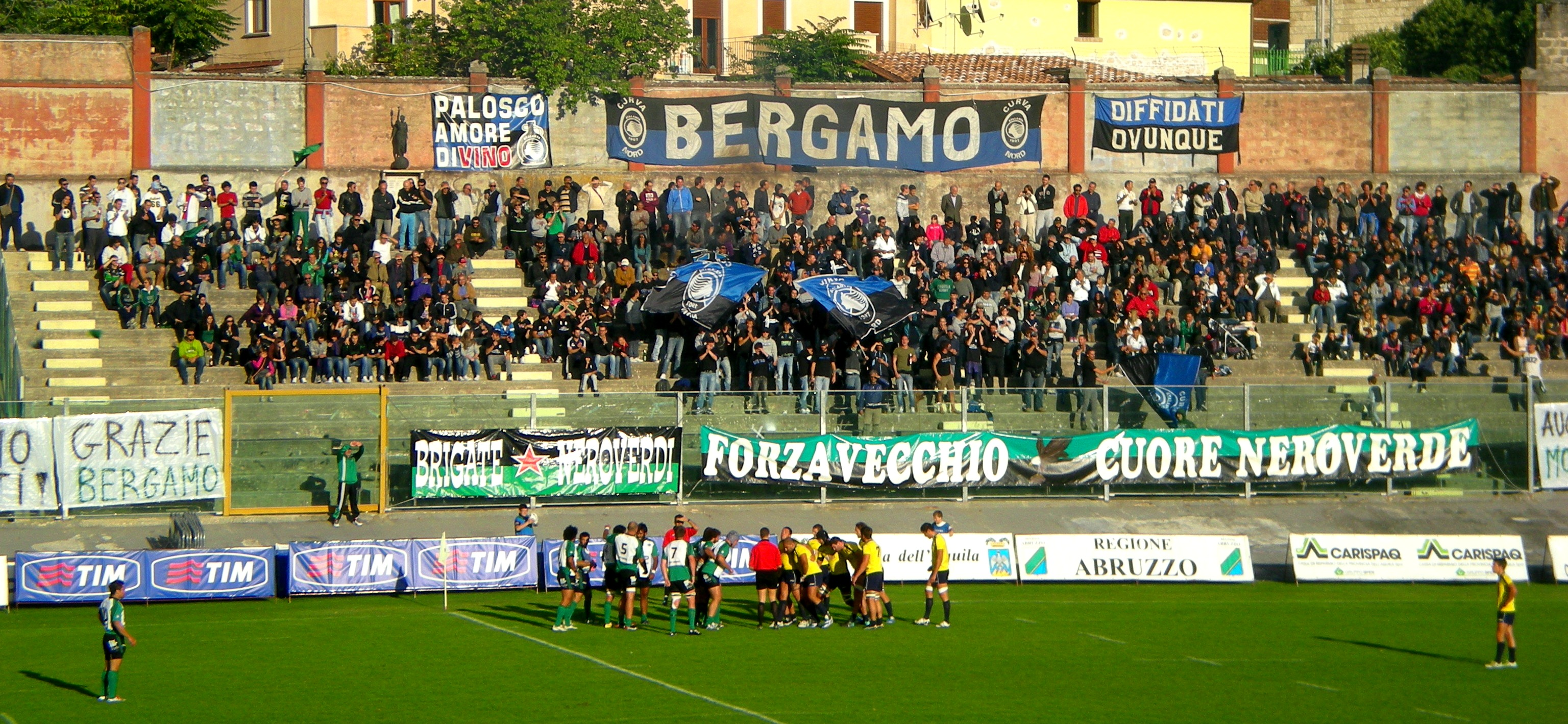
Un'immagine della prima partita di campionato disputata allo stadio Tommaso Fattori contro i Crociati Parma. Sugli spalti era presente anche la tifoseria dell'Atalanta.

## Partite disputate

### Eccellenza

#### Andata
| L'Aquila 8 ottobre 2011 | L’Aquila | 17 – 15 | Crociati | Stadio Tommaso Fattori |

| L'Aquila 15 ottobre 2011 | L’Aquila | 17 – 35 | I Cavalieri | Stadio Tommaso Fattori |

| Reggio Emilia 22 ottobre 2011 | Reggio Emilia | 19 – 14 | L’Aquila | Stadio Crocetta Canalina |

| L'Aquila 29 ottobre 2011 | L’Aquila | 15 – 26 | Petrarca | Stadio Tommaso Fattori |

| Catania 26 novembre 2011 | San Gregorio | 18 – 15 | L’Aquila | Campo sportivo Monti Rossi |

| L'Aquila 3 dicembre 2011 | L’Aquila | 22 – 15 | Mogliano | Stadio Tommaso Fattori |

| Roma 23 dicembre 2011 | S.S. Lazio | 16 – 17 | L’Aquila | Centro Sportivo Giulio Onesti |

| L'Aquila 7 gennaio 2012 | L’Aquila | 8 – 27 | Rovigo | Stadio Tommaso Fattori |

| Calvisano 28 gennaio 2012 | Calvisano | 30 – 12 | L’Aquila | Stadio San Michele |

#### Ritorno
| Parma 4 febbraio 2012 | Crociati | 35 – 9 | L’Aquila | Stadio XXV Aprile |

| Prato 18 febbraio 2012 | I Cavalieri | 53 – 11 | L’Aquila | Stadio Enrico Chersoni |

| L'Aquila 25 febbraio 2012 | L’Aquila | 23 – 9 | Reggio Emilia | Stadio Tommaso Fattori |

| Padova 3 marzo 2012 | Petrarca | 51 – 15 | L’Aquila | Stadio Plebiscito |

| L'Aquila 10 marzo 2012 | L’Aquila | 19 – 16 | San Gregorio | Stadio Tommaso Fattori |

| Mogliano Veneto 24 marzo 2012 | Mogliano | 52 – 10 | L’Aquila | Stadio Maurizio Quaggia |

| L'Aquila 31 marzo 2012 | L’Aquila | 12 – 17 | S.S. Lazio | Stadio Tommaso Fattori |

| Rovigo 14 aprile 2012 | Rovigo | 32 – 25 | L’Aquila | Stadio Mario Battaglini |

| L'Aquila 21 aprile 2012 | L’Aquila | 17 – 43 | Calvisano | Stadio Tommaso Fattori |

### Coppa Italia

#### Girone B
| Catania 20 novembre 2011 | San Gregorio | 24 – 12 | L’Aquila | Campo sportivo Monti Rossi |

| L'Aquila 10 dicembre 2011 | L’Aquila | 13 – 29 | S.S. Lazio | Stadio Tommaso Fattori |

| L'Aquila 14 gennaio 2012 | L’Aquila | 27 – 26 | San Gregorio | Stadio Tommaso Fattori |

| Roma 21 gennaio 2012 | S.S. Lazio | 22 – 0 | L’Aquila | Centro Sportivo Giulio Onesti |